# 费尔米库斯陨石坑

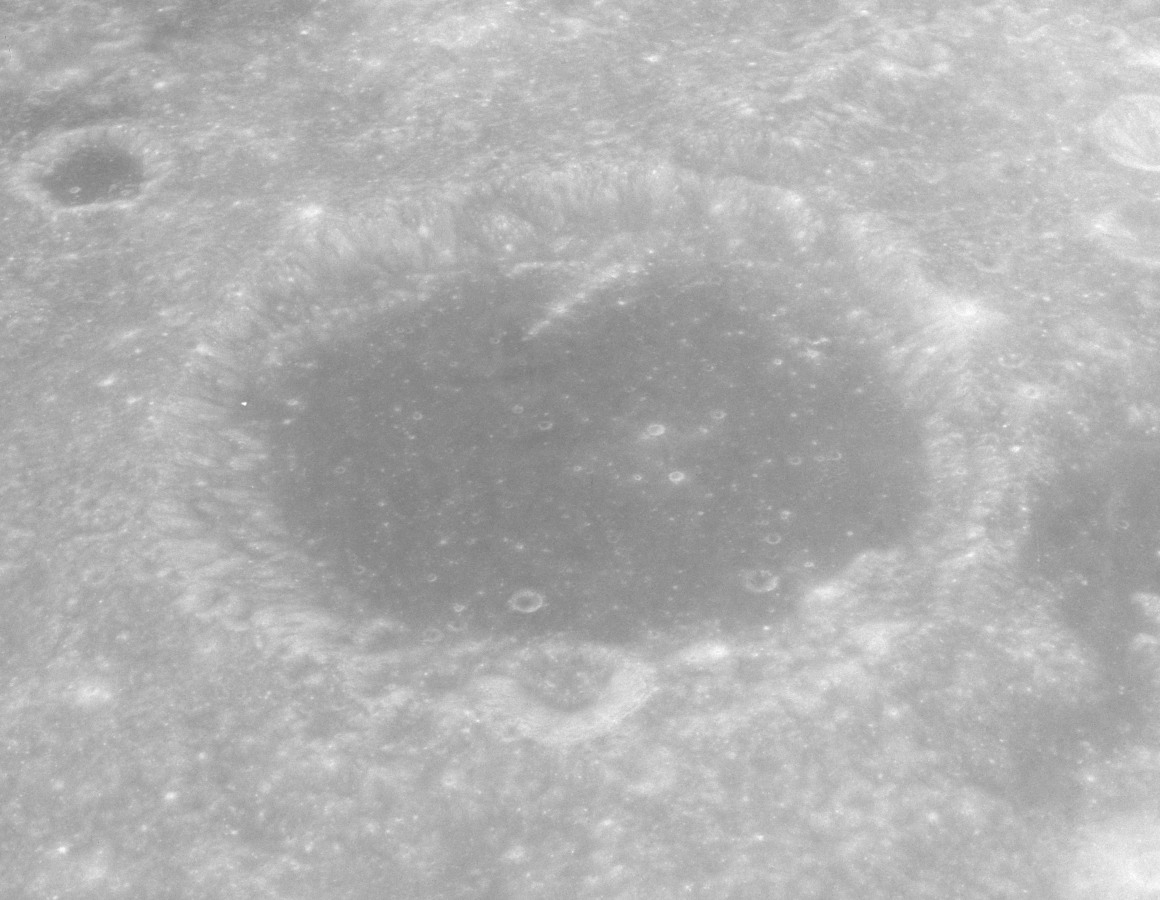
阿波罗17号拍摄的费尔米库斯陨石坑南向斜视图

费尔米库斯陨石坑(Firmicus)是月球正面东部的一座撞击坑，从地球上看，由于透视作用而显示为椭圆状，但实际上其外观几乎接近正圆。该陨石坑位于浪海的西侧，东北是大小类似的阿波罗尼奥斯陨石坑，北面是范阿尔巴达陨石坑和奥祖陨石坑，它的西北侧边缘则与月球上的一座小型月海-长存湖相连。
费尔米库斯陨石坑最引人注目的是它幽暗、平坦的坑底，具有与北面危海表面相同的反照率，使它从周边环境中脱颖而出。尽管肯定会遍布众多较小的撞击坑，但由于地表已被改动，因此，坑内表面看不到明显的撞击痕迹。费尔米库斯陨石坑的边缘已受部分侵蚀，在北侧边缘坐落着一对小撞击坑。
1935年国际天文联合会正式以古罗马帝国晚期诗人费尔米库斯·马特尔努斯之名命名了该陨石坑。

## 卫星陨石坑
按照惯例，最靠近费尔米库斯陨石坑的卫星坑将在月图上以字母标注在它的中心点旁边。
| 费尔米库斯 | 纬度    | 经度     | 直径       |
| ---------- | ------- | -------- | ---------- |
| A          | 6.44° N | 64.96° E | 8.37 公里  |
| B          | 7.31° N | 65.77° E | 17.23 公里 |
| C          | 7.71° N | 66.46° E | 12.95 公里 |
| D          | 5.90° N | 64.34° E | 11.48 公里 |
| E          | 8.08° N | 63.61° E | 9.08 公里  |
| F          | 6.53° N | 61.76° E | 9.24 公里  |
| G          | 6.93° N | 61.90° E | 9.11 公里  |
| H          | 7.44° N | 60.20° E | 7.83 公里  |
| M          | 4.08° N | 66.65° E | 44.25 公里 |

## 另请参阅
- 费尔米库斯·马特尔努斯